# Aeroporto de Maquehue
O Aeroporto de Maquehue é um aeroporto situado na cidade de Temuco, no Chile.
Suas operações são usualmente prejudicadas devido à neblina frequente no local; por isto, será substituído por um novo aeroporto localizado na cidade de Freire, a 15 quilômetros de Temuco, que, além disto, será internacional, e com capacidade para aviões de maior porte.
Segundo a Junta Aeronáutica Civil chilena, o aeroporto foi utilizado por 335.045 passageiros em 2010.

## Linhas aéreas e destinos
- LAN Airlines
  - Osorno, Chile / Aeroporto Carlos Hott Siebert
  - Pucón, Chile / Aeroporto de Pucón (sazonal)
  - Santiago do Chile, Chile / Aeroporto Internacional Comodoro Arturo Merino Benítez

- Sky Airline
  - Concepción, Chile / Aeroporto Internacional Carriel Sur
  - Pucón, Chile / Aeroporto de Pucón (sazonal)
  - Puerto Montt, Chile / Aeroporto El Tepual
  - Santiago do Chile, Chile / Aeroporto Internacional Comodoro Arturo Merino Benítez